# 奥卢大学
65°03′33″N 25°27′58″E / 65.05917°N 25.46611°E
奥卢大学（芬蘭語：Oulun yliopisto），是位於芬兰北部科技城奥卢的一所综合性大学，成立于1958年，是LAOTSE成员学校。根据2007年的报告，奥卢大学有学生近16500人，员工3000多人，其中教授235人，是芬兰规模最大的大学之一。自2015年起约科·尼尼迈基担任该大学校长。之前自1993年至2014年底校长职位由劳里·拉尤宁教授担任。

## 历史
1958年7月8日，时任芬兰总统乌尔霍·吉科宁签署了“奥卢大学法令”，标志着奥卢大学的正式成立。最早设立的学科主要为理科、工科和师范类。首批学生在1959年秋季入学。1960年代，奥卢大学的教学及研究领域扩大到医学、经济和人文学科。
- 1919年，奥卢大学协会（Oulu College Association）建立，旨在管理、规划奥卢市大学的建设工作。
- 1958年奥卢大学建立
- 1959年教学活动正式开始。哲学学院（包含生物学和数学课程）、科技学院（包含建筑，公民教育和工业工程课程）和奥卢师范学院。
- 1960年建立医学学院。
- 1965年人类学课程开设、科技学院增加电气工程和机械工程系。
- 1972年哲学学院分出人类学学院和自然科学学院。
- 1974年教育学院创立。
- 1994年生物技术、信息技术和北方问题研究被设定为重点研究领域。
- 2000年经济和商业管理学院成立。
- 2006年微纳米技术中心成立。
- 2007年奥卢矿务学院成立。
- 2008年马尔蒂·阿赫蒂萨里全球商业与经济学院成立。
- 2009年互联网精英中心（Center for Internet Excellence，CIE）成立。
- 2011年奥卢大学研究生院成立（从2011年8月1日）。
- 2014年生物化学与分子医学学院成立（从2014年1月1日）。
- 2014年信息技术与电气工程学院成立（从2014年1月1日）。
- 2014年奥卢建筑学院成立（从2014年1月1日）。

## 教学及研究机构

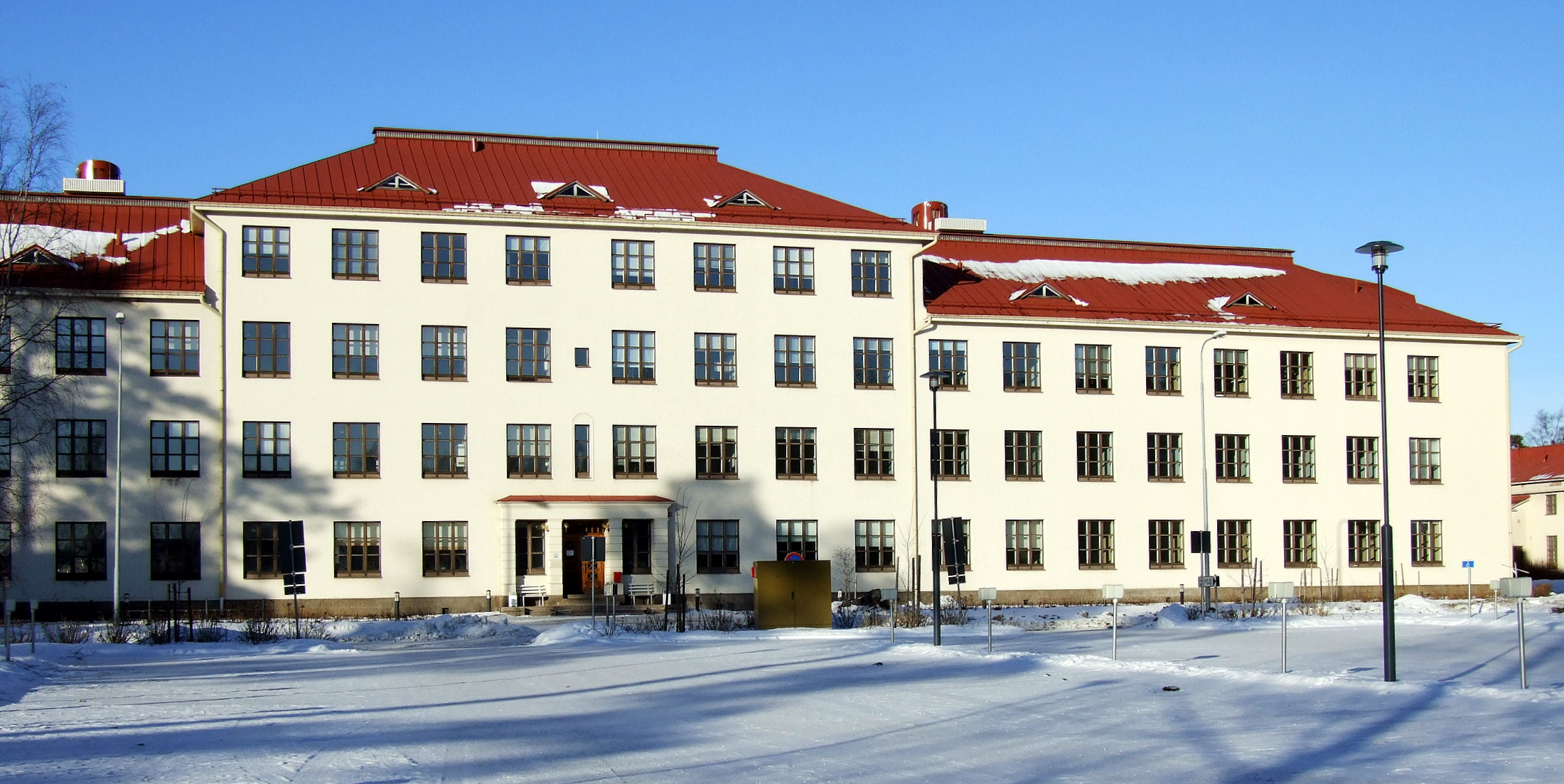
奥卢大学心理学系

奥卢大学设有6个学院，分别是人文学院、教育学院、理学院、医学院、经济学院以及工学院。除此之外的独立机构有北极医学研究所、生物中心、电子光学研究所、奥卢信息技术中心、卡亚尼大学中心、语言中心、索丹屈莱天文台、大学图书馆、大学出版社等。
奥卢大学在2008年4月设立了以其校友、芬兰前总统马尔蒂·阿赫蒂萨里的名字命名的“马尔蒂·阿赫蒂萨里环球商业与经济研究所”。这个研究所隶属于奥卢大学经济学院，致力于商业和经济领域的国际化教学与研究，开设四个国际硕士项目，现有多个国家的50名学生在该研究所学习。

### 学院
奥卢大学被分成六个学院，根据学生多寡依次如下（学生数目由多到少）：

#### 科技学院
- 建筑系
- 机械工程系
- 处理科技与环境工程系
- 电气工程系
- 计算机科学与工程系 （页面存档备份，存于）
- 电信工程系
- 工业工程与管理系

#### 科学学院
- 生物化学系
- 生物系
- 化学系
- 地理系
- 地质系
- 信息处理科学系
- 数学科学系
- 物理系

#### 人文学院
学位课程： 
- 考古学
- 文化人类学
- 英语语言学
- 芬兰语
- 德国语文学
- 历史学
- 思想和科学史
- 信息研究学
- 文学
- 国际言语矫正学
- 北欧文学
- 萨米族文化
- 萨米语

#### 医学院
生物医学研究所 
- 解剖学和细胞生物学系
- 药理学和毒物学系
- 生理学系
- 医学生物化学与分子生物学系
- 医学技术系

诊断研究所 
- 临床化学系
- 医学微生物学系
- 法医学系
- 病理学系
- 放射诊断学系

牙医学研究所 
临床医学研究所 
- 麻醉学系
- 物理医学与康复系
- 皮肤病与性病学系
- 外科部
- 耳鼻喉科
- 儿科系
- 神经外科部
- 神经系
- 临床遗传学系
- 精神病学系
- 眼科部
- 内科部
- 妇产科学系
- 肿瘤学和放射治疗部

健康科学研究所 
- 护理学及健康管理系
- 公共卫生科学与全科医学系

#### 教育学院
学位课程： 
- 小学教师教育
- 跨文化教师教育
- 技术面向小学教师教育
- 工艺美术面向小学教师教育
- 幼儿教育
- 音乐教育
- 教育科学
- 教育与全球化
- 瑞典语师范教育

#### 商业学院
- 经济学系
- 会计与金融系*
- 营销系*
- 管理系

### 国际合作学院
奥卢大学的目的在于促进学生的流动性。它参与了许多国际交流项目，如 Erasmus Programme（欧洲），Nordplus（北欧国家）， FIRST（俄罗斯），ISEP与国际生对国际生的ISEP（美国，南美，亚洲），UNC-EP（美国），north2north（美国，加拿大，俄罗斯，北欧国家），North-South-South（非洲）。此外，奥卢大学与世界各地的合作院校约50项双边协议。

### 国际硕士项目
学校一般的教学活动的官方语言是芬兰语，但是学校还提供18个国际硕士学位课程，这些课程的教学语言全部都是英语： 
- 建筑设计
- 天文和空间物理
- 生物医学工程
- 普适计算（Ubiquitous Computing）
- 计算机视觉和信号处理（CVSP）
- 环境工程（小蜜蜂）
- 教育与全球化（EdGlo）
- 生态和群体遗传学（ECOGEN）
- 经济地质学
- 金融（MF）
- 财务和管理会计（FMA）
- 在极地地区健康和福利
- 国际商务管理（IBM）
- 学习，教育和科学技术（LET）
- 材料磁共振（MRM）
- 蛋白质科学与生物技术
- 软件，系统和服务发展的全球环境（GS3D）
- 同步辐射为基础科学与加速器物理
- 无线通信工程（WCE）

## 校区

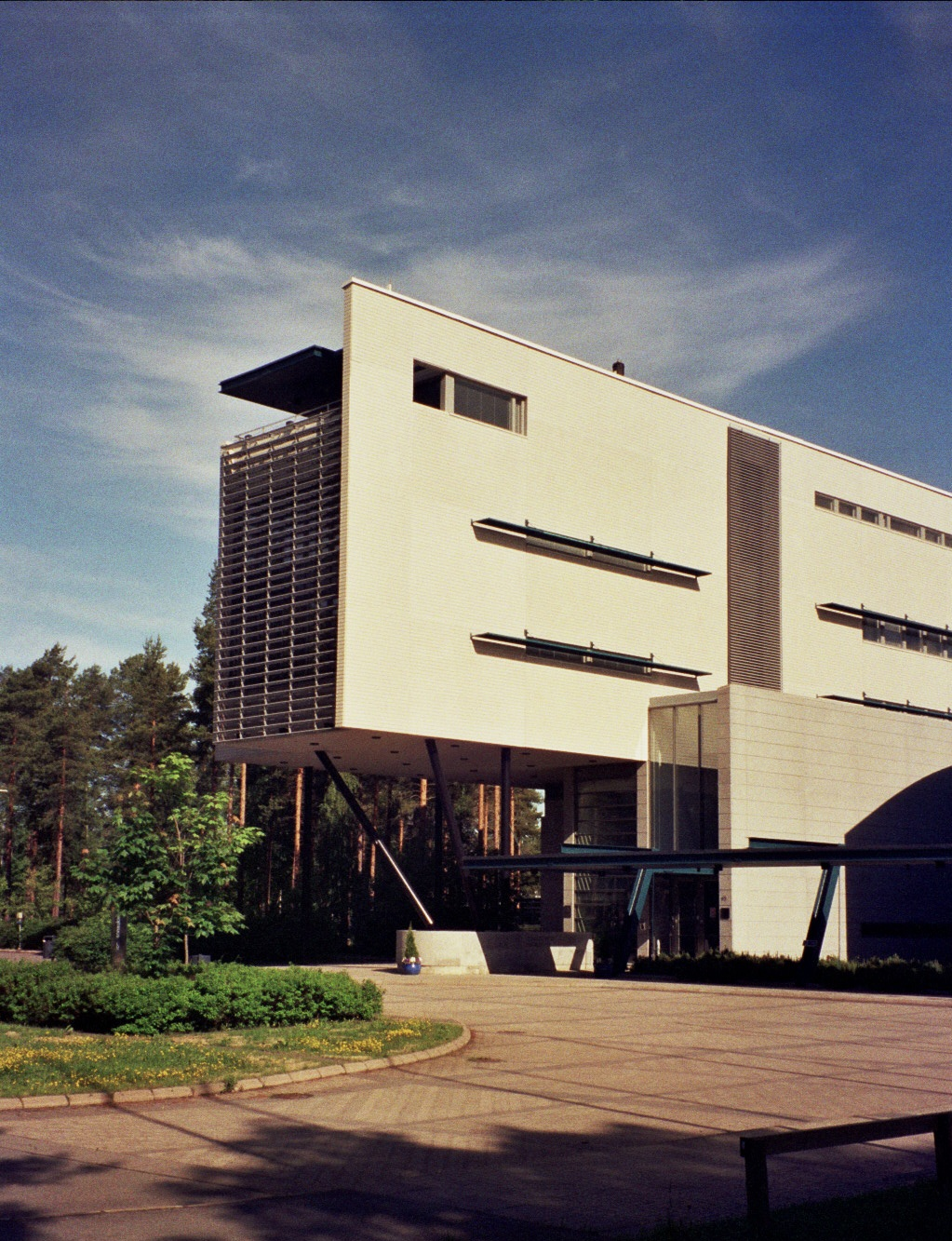
奥卢大学主楼

奥卢大学拥有三个校区。主校区坐落在奥卢市中心以北5公里的Linnanmaa。医学院有自己独立的校区，位于距市中心2公里的Kontinkangas，大学医院也处在这个校区。另一个校区则在卡亚尼市，距奥卢185公里。

## 声誉
上海交通大学2008年世界大学学术排名将奥卢大学排在芬兰第2-3位。英国《泰晤士高等教育》与QS公司联合发布的2008年世界大学排名将奥卢大学排在芬兰第6位。
奧盧大學於2012年在QS World University Rankings排名列為世界第262名，2014年上升至259名。

## 知名校友
- 尤哈·西比莱：政治家、2015年任芬兰总理。
- 马尔蒂·阿赫蒂萨里：政治家、2008年诺贝尔和平奖获得者，曾任芬兰总统、联合国副秘书长等。
- 亚尔科·奥伊卡里宁（英语：Jarkko Oikarinen）：1988年在奥卢大学开发出IRC。[12]
- 拉塞·莱赫蒂宁（英语：Lasse Lehtinen）：芬蘭政治人物，歐洲議會之成員。